# Firou
Firou est l'un des quatre arrondissements de la commune de Kérou dans le département de l'Atacora au Bénin.

## Géographie
L'arrondissement de Firou est situé au nord-ouest du Bénin et compte 6 villages que sont Batenin, Djolini, Gori, Gorobani, Kabongourou et Sokongourou.

## Démographie
Selon le recensement de la population de 2013 conduit par l'Institut national de la statistique et de l'analyse économique (INSAE), Firou compte 17296 habitants .